# Auferstehungskirche (Münster)

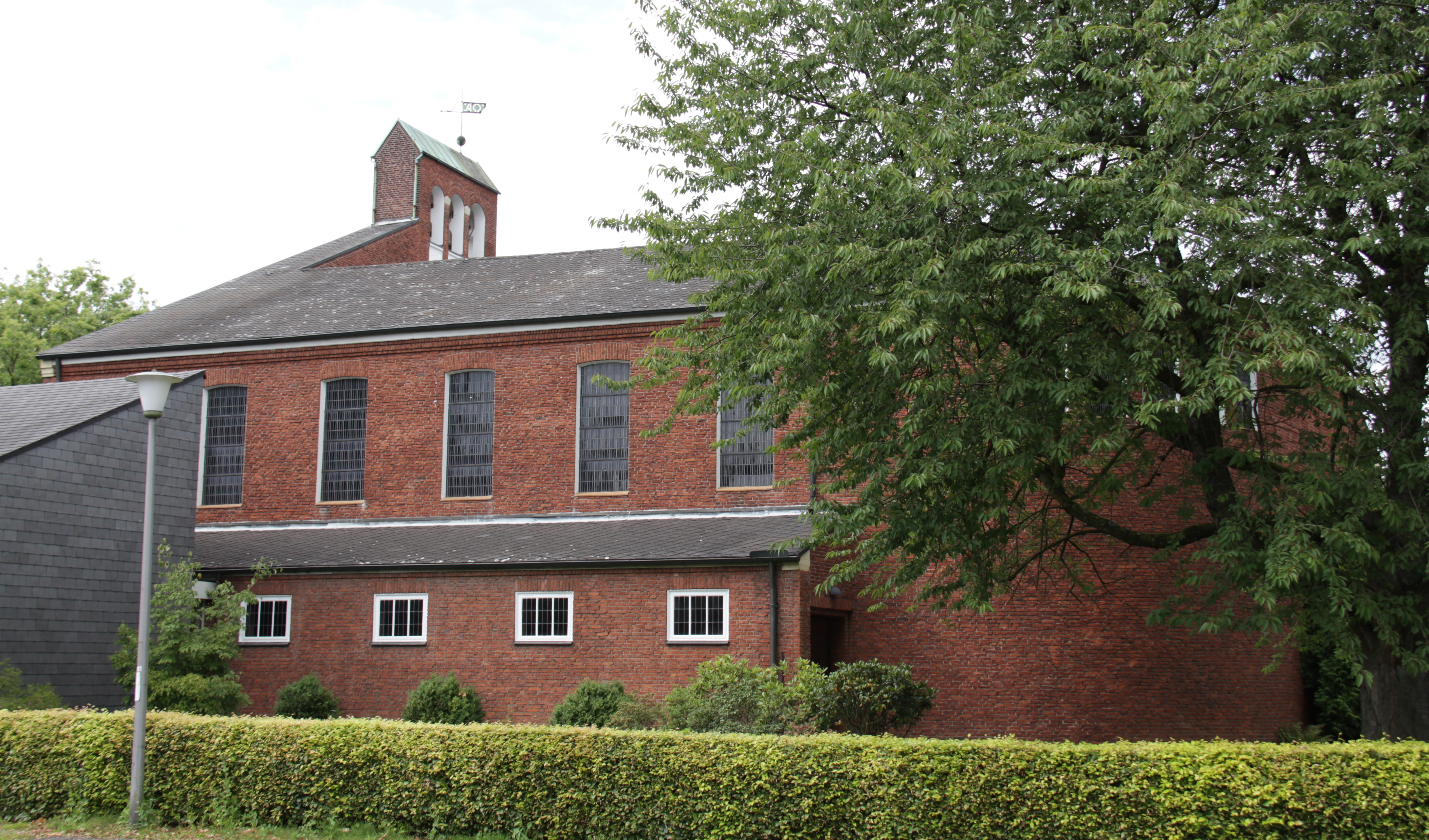
Auferstehungskirche Münster

Die Auferstehungskirche in Münster ist eine evangelische Kirche im Osten der Stadt. Der Grundstein wurde Ostern 1956, am Fest der Auferstehung des Herrn, gelegt. Das neue Gebäude wurde am 24. Februar 1957 (Sonntag Sexagesimae) eingeweiht.

## Orgel
Die Orgel der Auferstehungskirche wurde 1986 von der Orgelbaufirma Gebr. Hillebrand (Altwarmbüchen) erbaut. Das Instrument wurde im Stile norddeutsche Barockorgeln disponiert und hat 15 klingende Register (zuzüglich drei Transmissionen) auf zwei Manualen und Pedal. Die Spiel- und Registertrakturen sind mechanisch.
| I Hauptwerk C–g3 |             |    |
| 1.               | Prinzipal   | 8′ |
| 2.               | Spillpfeife | 8′ |
| 3.               | Oktave      | 4′ |
| 4.               | Spitzflöte  | 2′ |
| 5.               | Mixtur IV   |    |
| 6.               | Trompete    | 8′ |

| II Brustwerk C–g3 |             |        |
| 7.                | Gedackt     | 8′     |
| 8.                | Rohrflöte   | 4′     |
| 9.                | Quinte      | 2 ⁄3′  |
| 10.               | Oktave      | 2′     |
| 11.               | Terz        | 1 3⁄5′ |
| 12.               | Scharff III |        |
| 13.               | Regal       | 8′     |
|                   | Tremulant   |        |

| Pedal C–f1 |                     |     |
| 14.        | Subbass             | 16′ |
| 15.        | Spillpfeife (Nr. 2) | 8′  |
| 16.        | Oktave (Nr. 3)      | 4′  |
| 17.        | Posaune             | 16′ |
| 18.        | Trompete (Nr. 6)    | 8′  |

- Koppeln: II/I, I/P, II/P

## Geläut
Im Sommer 2009 wurden technische Probleme an dem bisherigen Geläut festgestellt. An den 1959 von der Firma Monasterium Eijsbouts gegossenen drei Glocken wurden Absprengungen im Bereich der Kronen festgestellt. Ursache waren die damals in die Kronen eingegossenen Eisenarmierungen, die nun die Langzeitbeständigkeit gefährdeten. Diese können rosten, der Rost wirkt dann wie eine Sprengkapsel, und dies kann bis zum Absturz der Glocken führen. Es wurden drei neue Glocken (Schlagtöne h1, d2 und e2) bei der Firma Petit & Gebr. Edelbrock in Gescher gegossen und rechtzeitig zu Ostern 2010 wieder in Betrieb genommen.